# ArianeGroup
ArianeGroup (voorheen Airbus Safran Launchers) is een Frans lucht- en ruimtevaartbedrijf. Het bedrijf, een joint venture tussen Airbus en Safran, werd opgericht in 2015 en heeft zijn hoofdkantoor in Issy-les-Moulineaux, nabij Parijs. Het bestaat uit drie kerngroepen: lucht- en ruimtevaart, defensie en veiligheid. ArianeGroup heeft zijn tweetraps Ariane 6-draagraket van de volgende generatie ontwikkeld, als opvolger van de Ariane 5-raket, die meer dan 110 lanceringen heeft gehad. De nieuwe raket biedt twee varianten die tussen de 10.350 en 21.650 kilogram kunnen vervoeren. De eerste lancering van de Ariane 6 vond plaats op 9 juli 2024.
Als het de taak van het bedrijf is om de draagraketten te ontwikkelen en te produceren, treedt Arianespace op als aanbieder van lanceerdiensten. Ondertussen heeft een andere dochteronderneming, ArianeWorks, de taak om technologieën van de volgende generatie te ontwikkelen, zoals de herbruikbare Themis raketbooster. ArianeGroup produceert ook met name de Franse M51 nucleaire vanaf onderzeeër gelanceerde ballistische raket.
Sinds 2016 bevinden de belangrijkste locaties van ArianeGroup zich in Issy-les-Moulineaux, Saint-Médard-en-Jalles, Kourou (ruimtevaartcentrum), Vernon,  Le Haillan en Les Mureaux in Frankrijk, evenals Lampoldshausen, Bremen en Ottobrunn in Duitsland.
- Gemeinsame Normdatei: 1226886906
- Library of Congress Control Number: n2022012535
- Système universitaire de documentation: 221408401
- Virtual International Authority File: 119151594506405352513
- WorldCat: E39QH7JmqgPQ9DfjPm3TKh9wRg